# Borås Ishall
 (avril 2025).
Le Borås Ishall est salle polyvalente de Borås en Suède.
La patinoire accueille l'équipe de hockey sur glace du Borås HC de l'Allsvenskan. La patinoire a une capacité de 3 860 spectateurs.